# Klipsteingrab und Klipsteineiche
Das Klipsteingrab und die Klipsteineiche sind ein Grabmal in Darmstadt.

## Geschichte und Beschreibung
Das Klipsteingrab wurde im Jahre 1846 errichtet. Der Darmstädter Forstmann Philipp Engel von Klipstein wurde im Wald begraben.
Sein Grab liegt direkt unter der nach ihm benannten Eiche.
Das Grabmal steht am Fußpfad von Darmstadt nach Traisa im Darmstädter Ostwald. Das Klipsteingrab gehört – neben dem Hartig-Denkmal – zu den wichtigsten Gedenkstätten im Darmstädter Wald.
Ein Grabstein aus Naturstein und eine Plakette aus Metall an der Eiche erinnern an Klipstein.

## Philipp Engel von Klipstein
Philipp Engel von Klipstein war Präsident der Großherzoglichen Forstdirektion. Er war ein Schüler des Forstwissenschaftlers Georg Ludwig Hartig. Als in den 1830er-Jahren verschiedene Forstwissenschaftler begannen die Leistungen Hartigs öffentlich zu schmähen, setzte sich Klipstein an die Spitze der Verteidiger der Lehren Hartigs. Klipstein sammelte Geld und ließ das Hartigdenkmal von Georg Moller entwerfen und in der Darmstädter Fasanerie aufstellen. Bei der Sammlung blieb viel Geld übrig, das als „Hartigstiftung“ für Stipendien an junge Forstschüler verwendet wurde.